# 哲蚌寺
哲蚌寺（藏語：འབྲས་སྤུངས་，威利转写：'Bras-spungs，THL：Drepung，藏语拼音：Zhäbung），藏傳佛教格魯派寺院，拉萨“三大寺”之一，全名吉祥米聚十方尊勝洲。哲蚌，藏语“米堆”之意。目前在拉薩和南印度各有一座同名寺院。

## 拉薩哲蚌寺
1416年（永乐十四年）由宗喀巴弟子絳央却杰主持修建，位於拉薩西郊5公里更丕烏孜山下。與甘丹寺、色拉寺合稱拉薩三大寺，乃格魯派寺院中地位最高的寺院之一。该寺在藏传佛教历史上地位极为特殊，为西藏三区和世界佛教文化培养了大批人才，因而被誉为“第二那烂陀”。

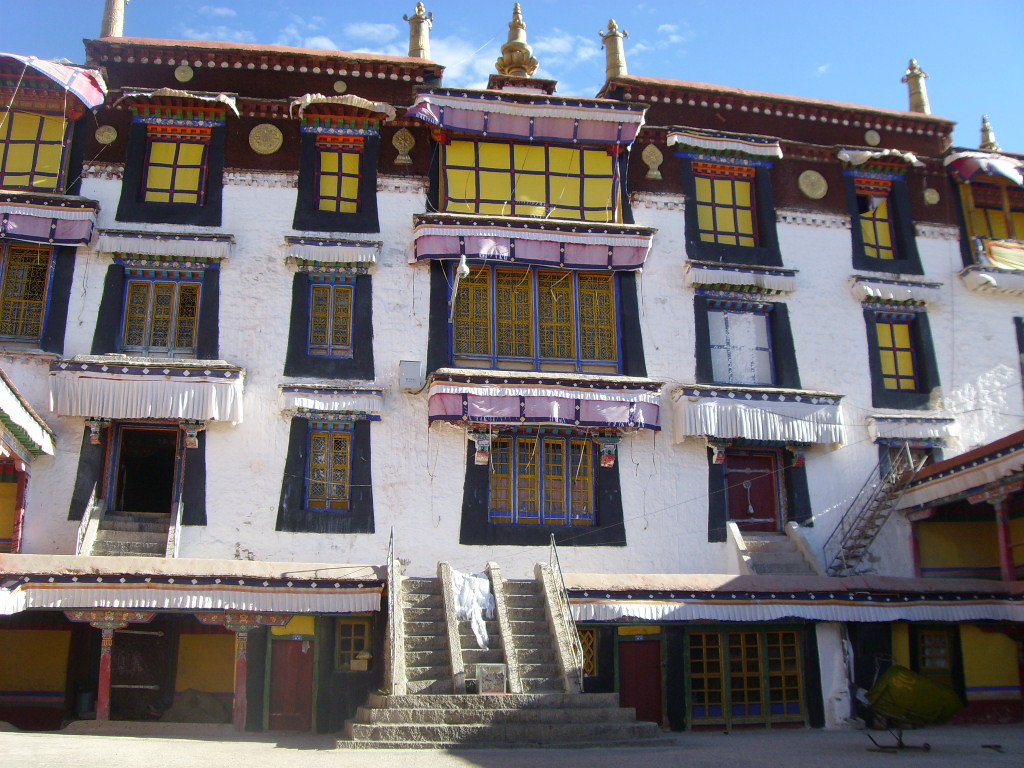
寺内之甘丹颇章
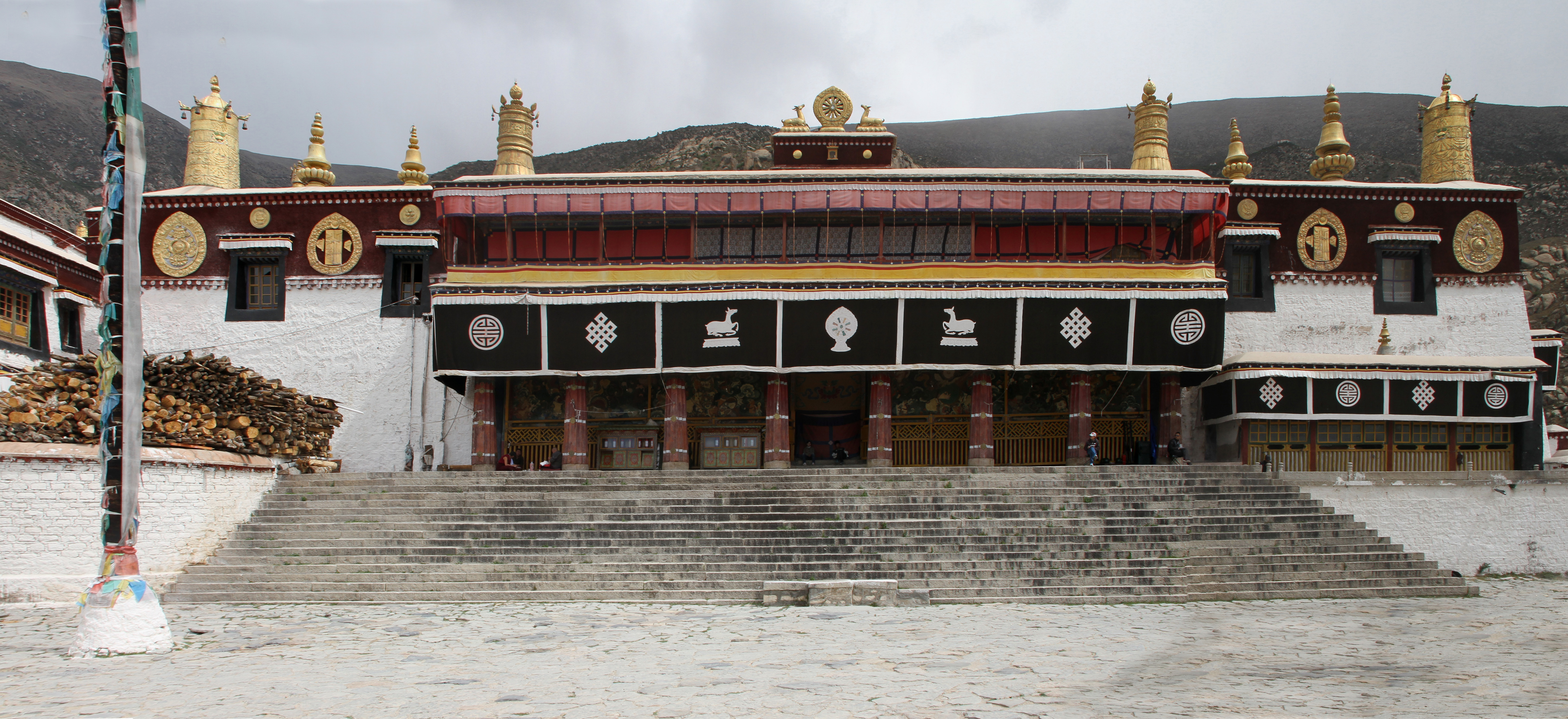
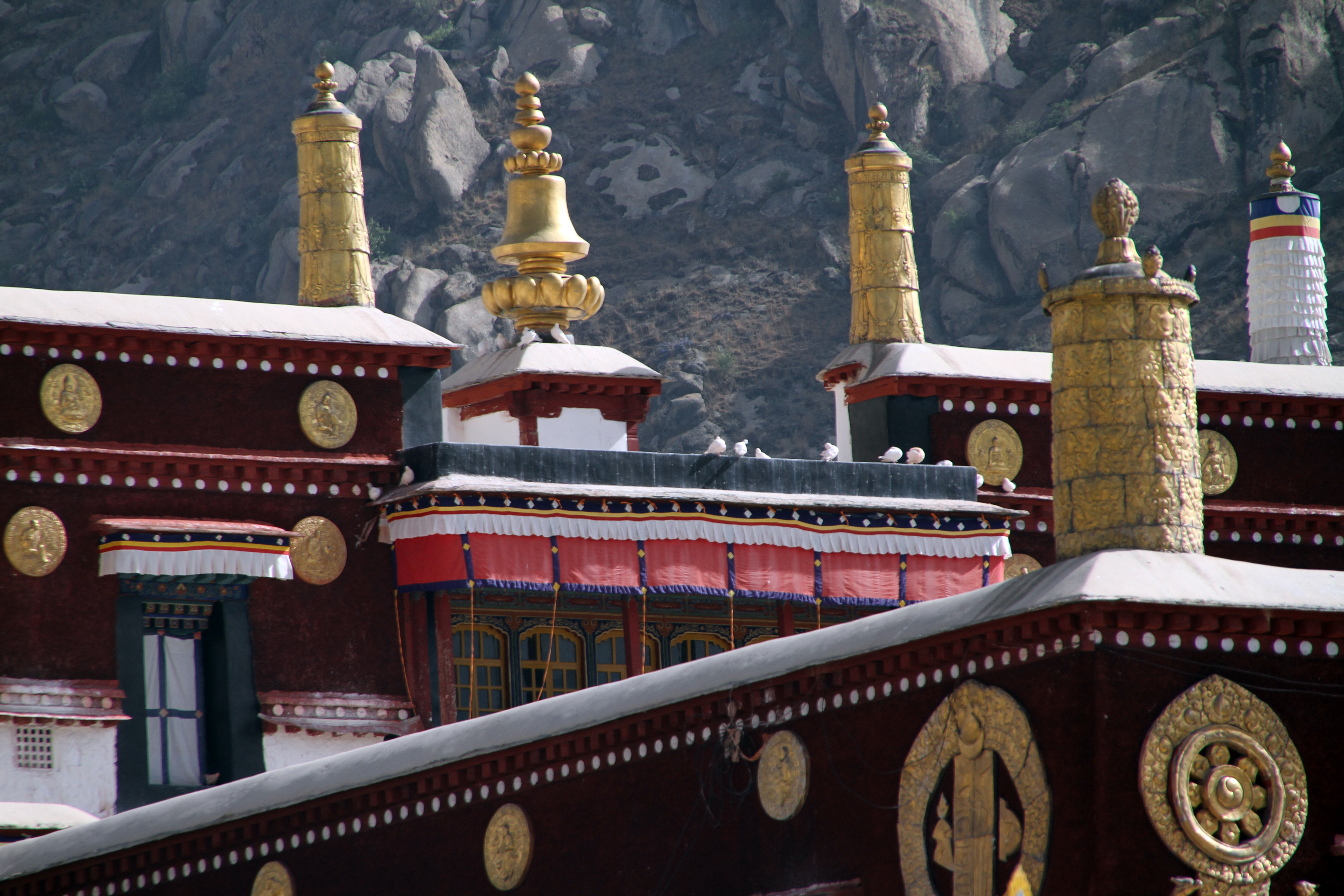
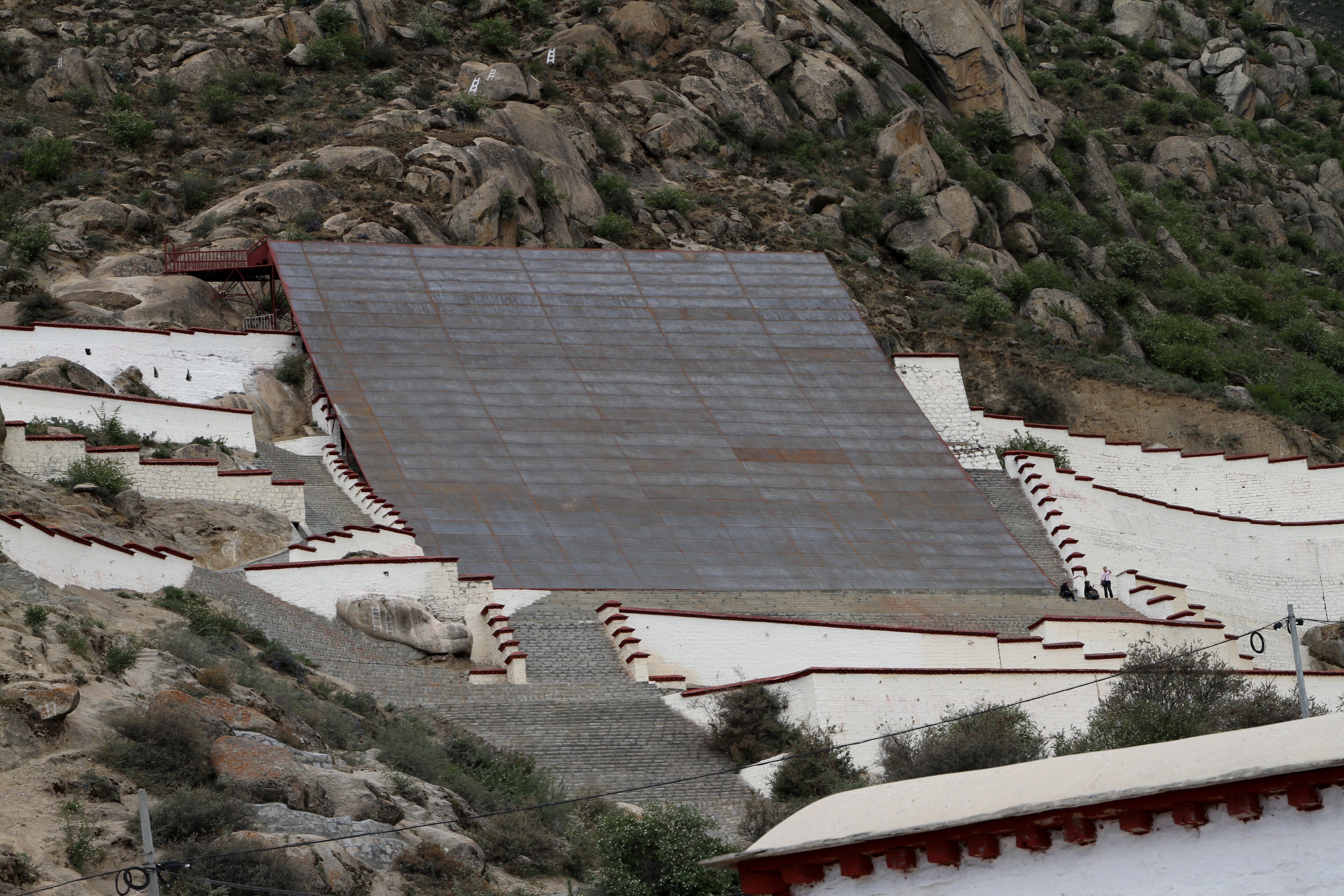
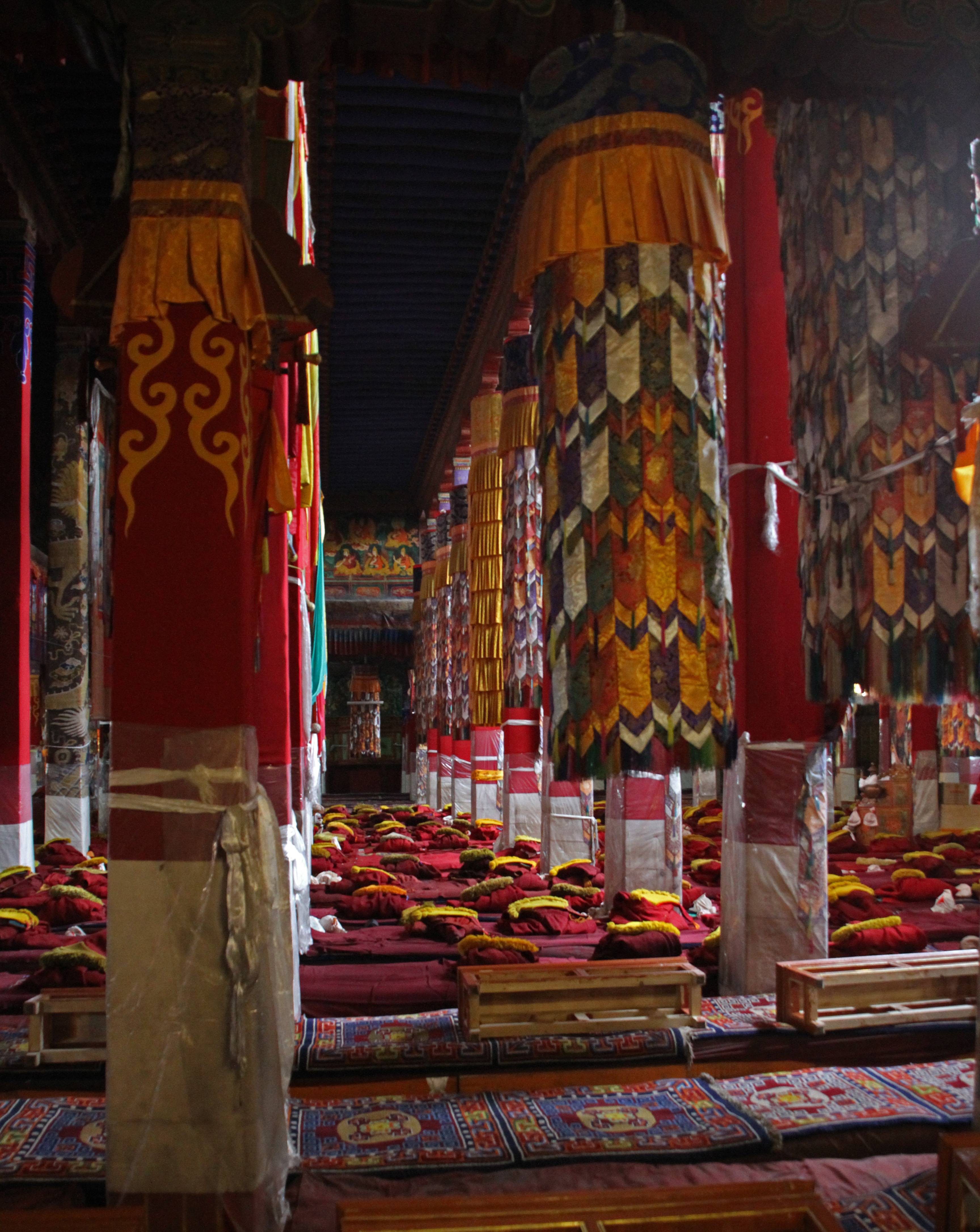
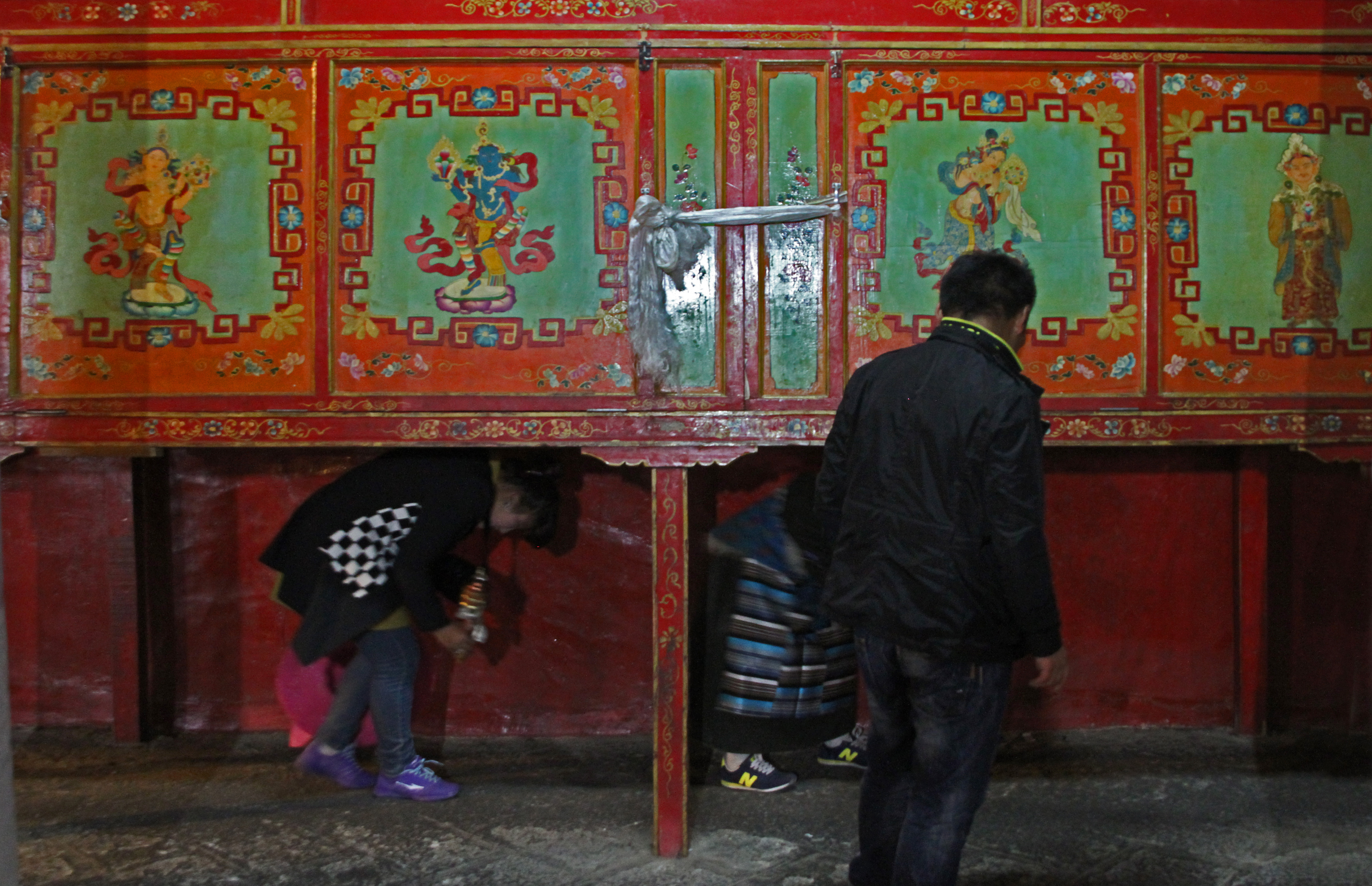
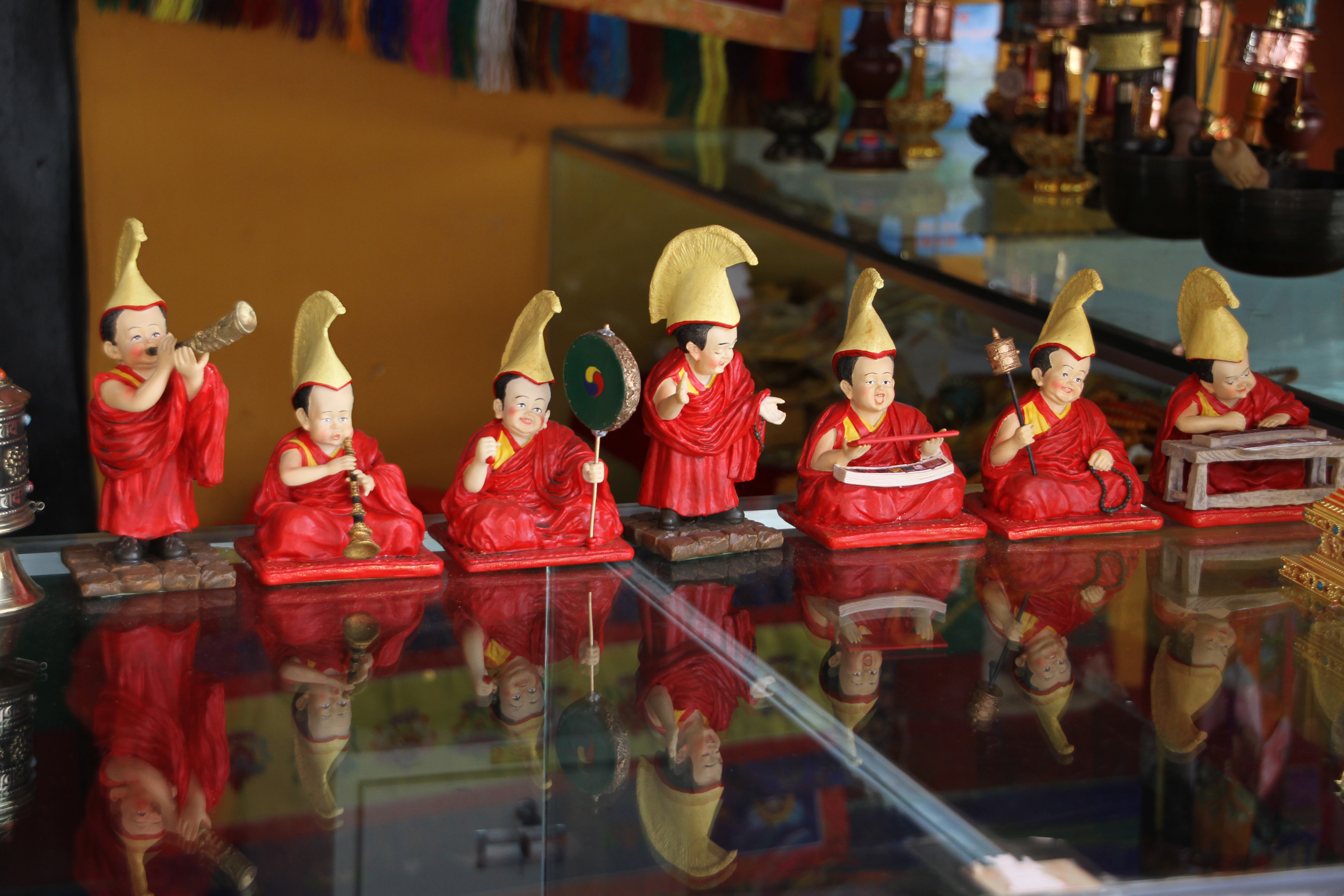

## 南印度哲蚌寺
1959年達賴喇嘛流亡印度後，哲蚌寺於1969年在南印度卡納塔克邦穆恩德戈德重建。

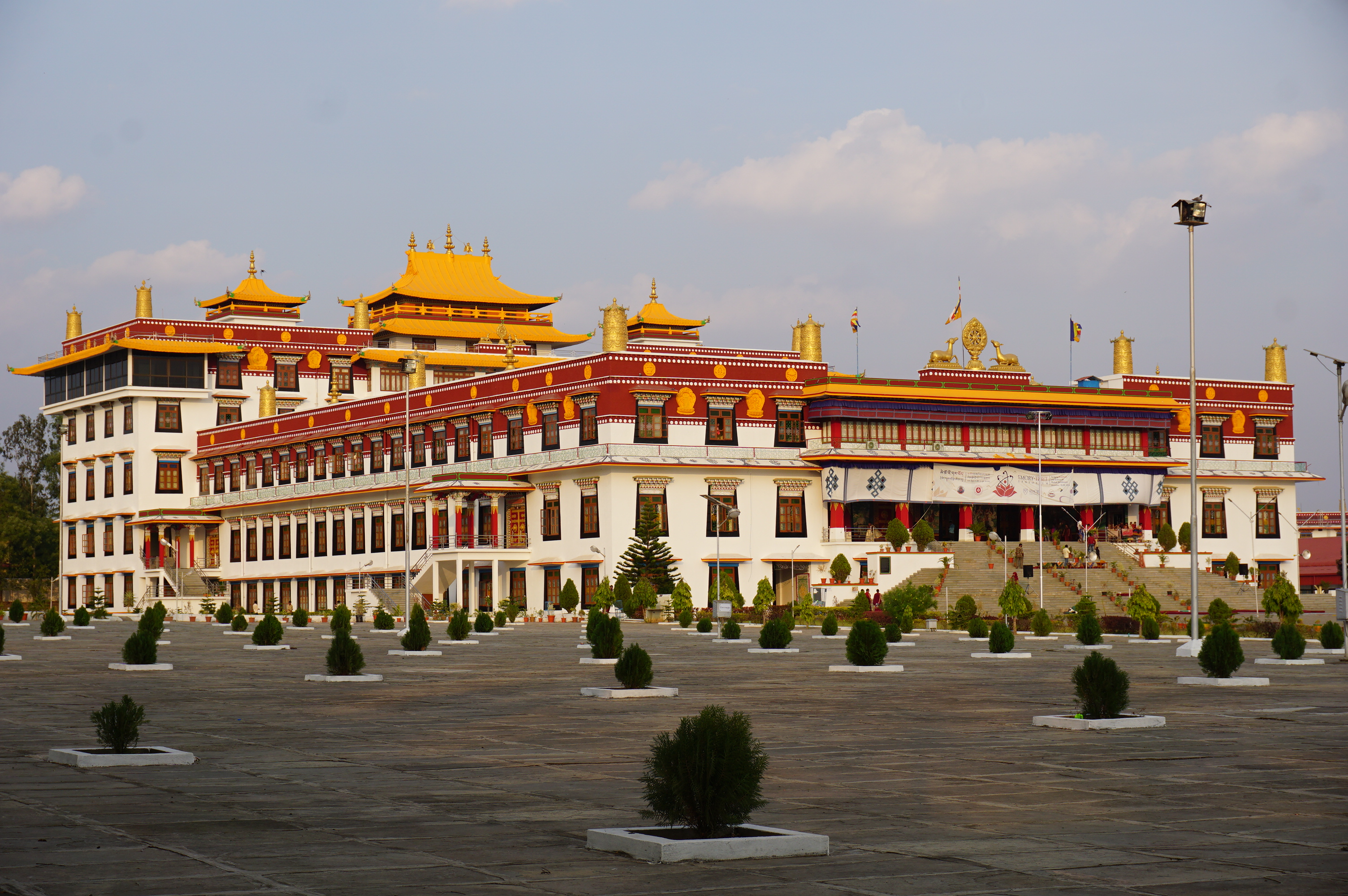
南印度哲蚌寺洛色林學院
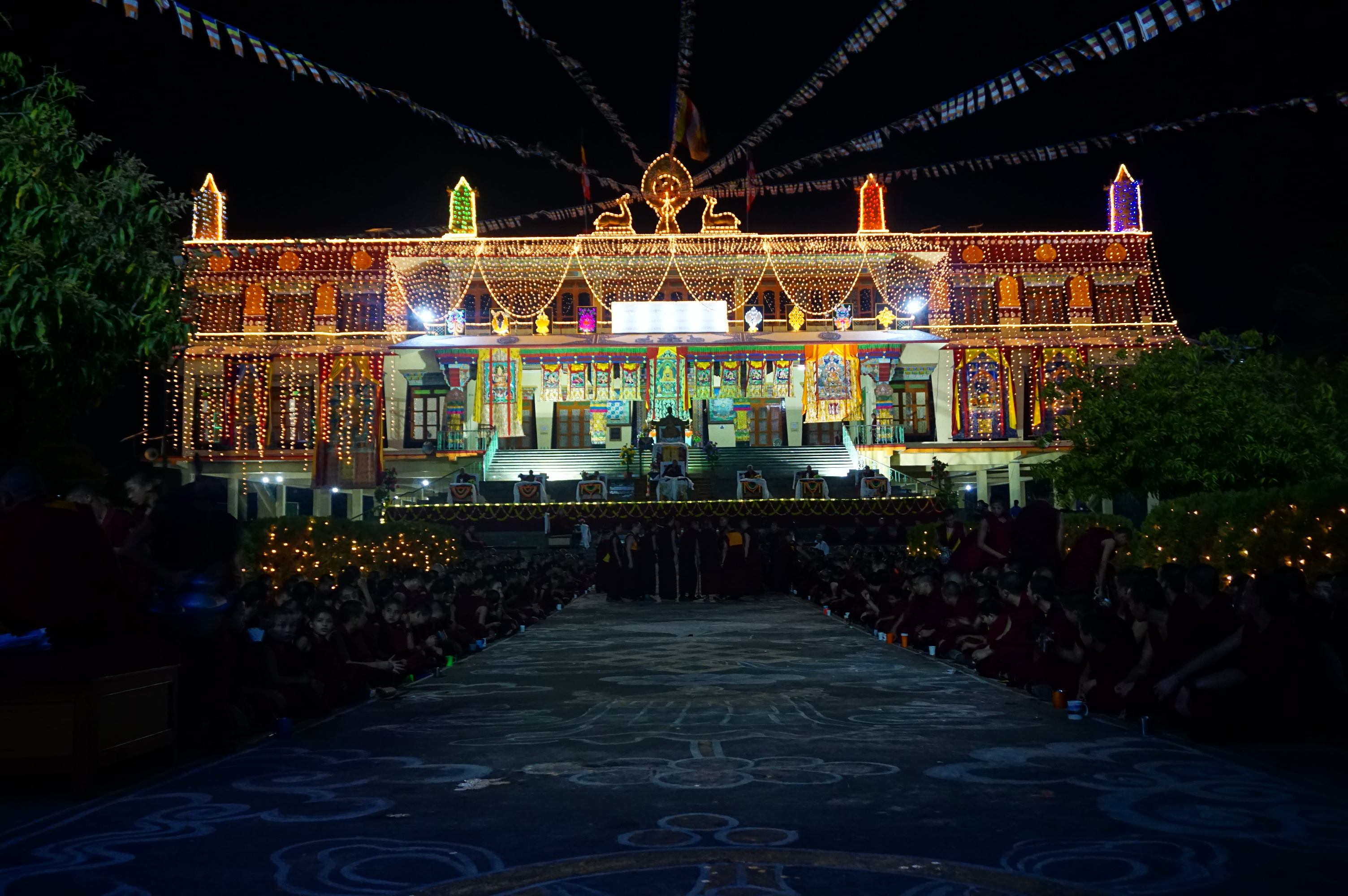
南印度哲蚌寺果芒學院冬季辯經法會